# Спекулятивна еволюція

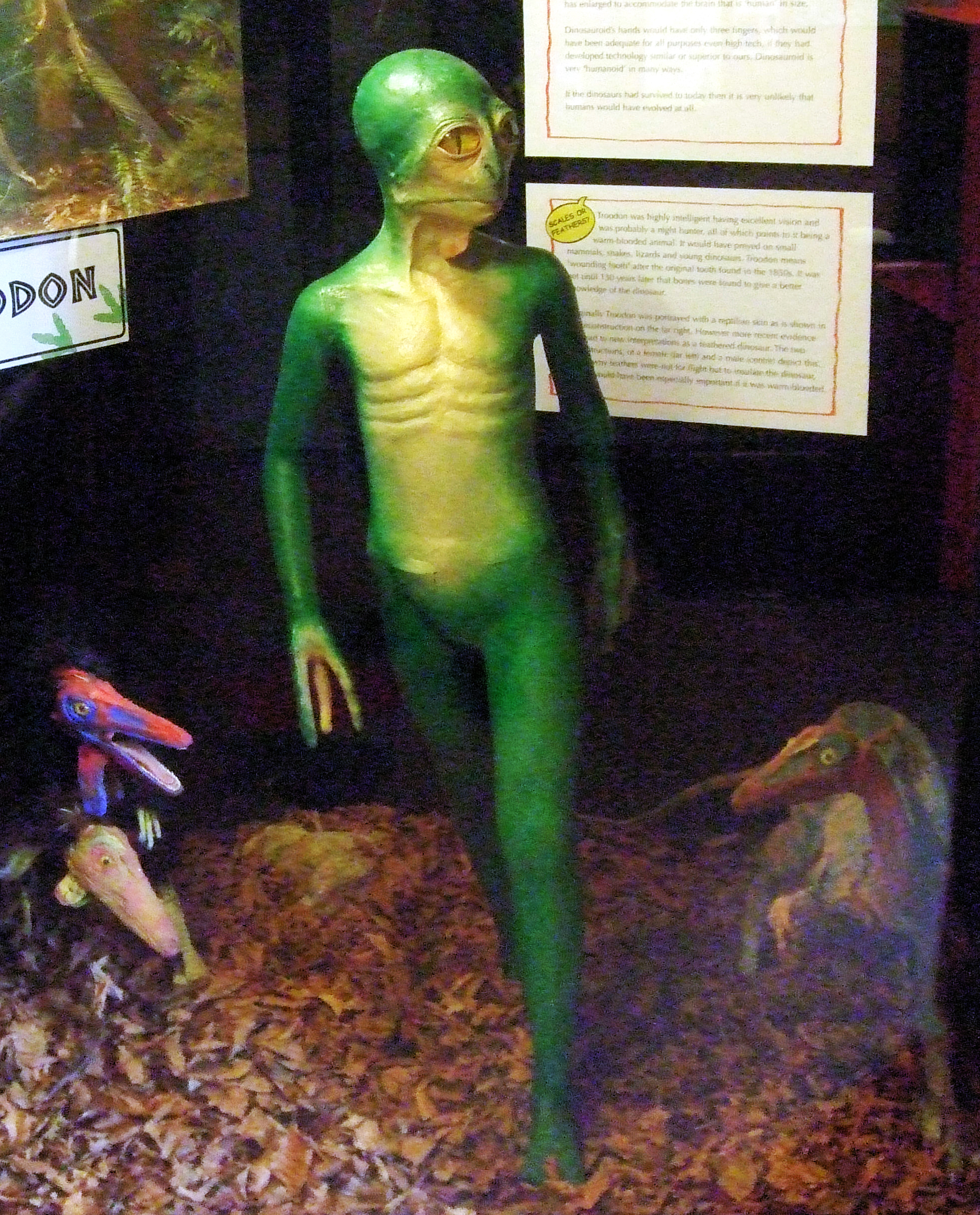
Модель гіпотетичного

Спекулятивна еволюція — піджанр наукової фантастики та мистецький напрям, зосереджений на гіпотетичних сценаріях еволюції життя, інша назва спекулятивної біології. Твори зі спекулятивної еволюції, можуть включати повністю концептуальні види, які еволюціонують на іншій планеті, окрім Землі, або ж можуть бути зосереджені на альтернативній еволюції земного життя. Класифікується як жорстка наукова фантастика через її тісний зв'язок з наукою, зокрема біологією.
Спекулятивна еволюція — давній троп у науковій фантастиці, який, як вважається, бере свій початок з роману Герберта Веллса «Машина часу» 1895 року, в якому фігурують кілька уявних рас майбутнього. Хоча спекулятивні фауни були характерною рисою наукової фантастики протягом усього XX століття, ідеї лише зрідка були детально розроблені, за деякими винятками, такими як серія «Planetary» Стенлі Вайнбаума, «Барсум» Едгара Барроуза, вигаданий опис Марса та його екосистеми, опублікований в романах 1912—1941 рр., і носоходки (Rhinogradentia) Герольфа Штайнера, вигаданий ряд ссавців, створений у 1957 році.

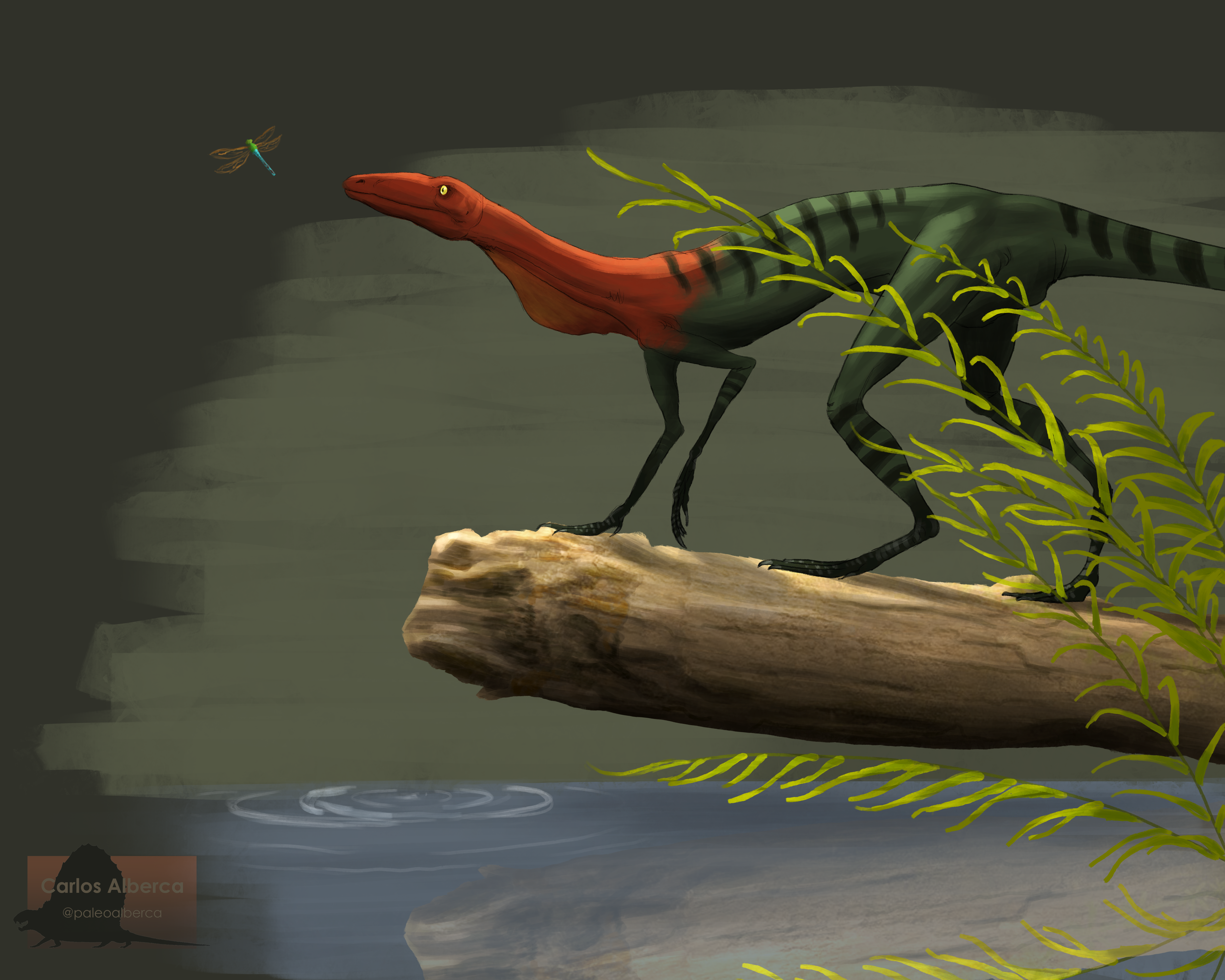
Спекулятивна художня реконструкція Prorotodactylus mirus, відомого лише за відбитками лап

Сучасний рух спекулятивної еволюції, як вважається, розпочався з публікації книги Дугала Діксона «After Man» 1981 року, що досліджувала повністю реалізовану майбутню Землю з екосистемою із понад сотні гіпотетичних тварин. Успіх «After Man» породив кілька «сиквелів», зосереджених на різних альтернативних і майбутніх сценаріях. Роботи Діксона, як і більшість подальших подібних творів, були створені з урахуванням реальних біологічних принципів і мали на меті дослідити реальні життєві процеси, такі як еволюція та зміна клімату, за допомогою вигаданих прикладів.
Спекулятивна еволюція може бути корисною в дослідженні та демонстрації закономірностей, присутніх в сьогоденні та минулому. Екстраполюючи минулі тенденції на майбутнє, вчені можуть досліджувати й прогнозувати найбільш ймовірні сценарії того, як певні організми та лінії можуть реагувати на екологічні зміни. У деяких випадках ознаки та істоти, вперше описані в рамках спекулятивної еволюції, згодом були відкриті як реально існуючі у минулому. Палеохудожник Джон Мешарос (John Meszaros) проілюстрував аномалокарида-фільтратора, у книзі Джона Конвея, К. М. Косемена і Даррена Нейша «Всі ваші вчора», виданій у 2013 році. Через рік після публікації таксономічне дослідження довело існування аномалокарида-фільтратора — Tamisiocaris.

### Окремі проєкти
- Снаяд — проєкт турецького художника Дж. М. Косемена, вигаданий світ з повністю розробленою екосистемою й таксономічними взаємозв'язками істот.
- Ferjik, Ken. Encyclopaedia Galactica (фін.). — проєкт фінського художника Кена Ферджика, який досліджує форми життя на кількох вигаданих планетах.
- van Dijk, Gert. Furaha. Natural History of the planet Phoenicis IV (англ.). — проєкт голландського художника Герта ван Дейка, який досліджує вигадану планету Furaha та її форми життя.
- Bajda, Dylan. Serina: A Natural History of the World of Birds (англ.). — проєкт, що розглядає позаземну планету, на якій усі тварини є потомками звичних і поширених видів, зокрема, канарки звичайної.
- All Your Yesterdays: Extraordinary Visions of Extinct Life from a New Generation of PalaeoartistsPDF — сиквел «Всі вчора», безплатна книга, що містить спекулятивні реконструкції викопних тварин.

| Наукова фантастика | Це незавершена стаття про наукову фантастику. Ви можете допомогти проєкту, виправивши або дописавши її. |